# تناسخ الأرواح عند أفلاطون

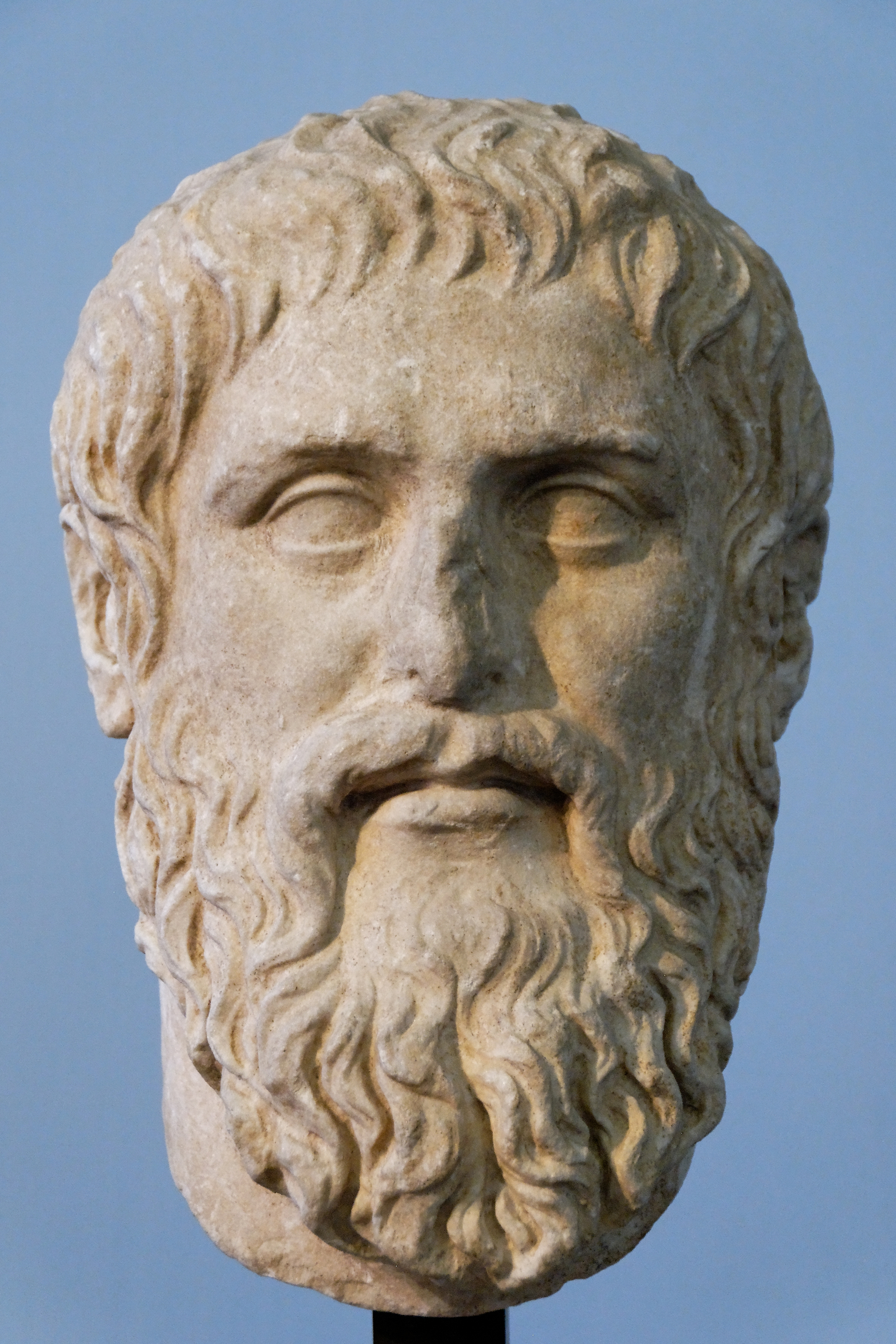
تمثال أفلاطون

تناسخ الأرواح عند أفلاطون هي نظرية عند أفلاطون ولفهمها لابد من الرجوع إلى نظريته الفلسفية حول النفس.

## يقسم أفلاطون النفس البشرية إلى ثلاثة أقسام
- النفس العاقلة: مركزها الرأس و هي مسؤولة عن التفكير و تختص بالإنسان دون غيره.
- النفس الغضبية: مركزها الصدر و هي المسؤولة عن الانفعالات الإيجابية كالشجاعة و الصبر و الكرم و هذه فضائل يحثنا عليها العقل .
- النفس الشهوية: مركزها البطن و هي مسؤولة عن إشباع الشهوات المادية كالأكل و الشرب و الجنس حيث يشترك فيها الإنسان مع الحيوان.[1]

قد لا يخضع الإنسان إلا لعقله فيكون إنسانا بمعنى الكلمة و قد يخضع لشهوته التي يشترك فيها مع الحيوان و يجعلها فوق عقله فنقول أن روحه تناسخت و حلت في حيوان أي أنه في حقيقته لا يخضع إلا لشهوته الحيوانية و ليس أن مظهره الخارجي مظهر حيوان، و تنقسم النفس الشهوانية بدورها إلى أقسام كثيرة قد تختص بها بعض الكائنات دون أخرى فمنها التي تتميز بالضراوة كالسباع و منها التي تتميز بالقوة كالأبقار و الأحصنة، و تبعا لهذه التقسيمات يمكن أن تتناسخ روح الإنسان فنقول أنها حلت في ثور مثلا إذا كان صاحبها قوي البنية ناقص العقل.

## خلاصة
نظرية التناسخ عند أفلاطون تختلف عن نظيرتها عند بعض الأديان فهي تتأسس على نظريته في النفس تجعل من العقل المميز الوحيد بين الإنسان و الحيوان و ليس المظهر الخارجي و الجسد المادي بخلاف تلك التي تتصور هذه النظرية تصورا ماديا فتعتقد أن شخصا ما تحول إلى حيوان بمظهره الجسدي المادي بغض النظر عن حقيقته الباطنية الروحية، حتى وصل الأمر بالبعض إلى زيارة أبنائه الذين هم أكبر منه سنا ظنا منه أنهم كانوا أبناءه في حياة سابقة.